# Ratlam (district)
Ratlam is een district van de Indiase staat Madhya Pradesh. Het district telt 1.214.536 inwoners (2001) en heeft een oppervlakte van 4861 km².
Hoofdstad: Bhopal
Districten: